# 塔利科塔
塔利科塔（Talikota），是印度卡纳塔克邦Bijapur县的一个城镇。总人口26217（2001年）。

## 人口
该地2001年总人口26217人，其中男性13293人，女性12924人；0—6岁人口3928人，其中男2002人，女1926人；识字率61.91%，其中男性为72.29%，女性为51.22%。